# Bruchgraben (Seltzbach)
Der Bruchgraben (Ruisseau le Bruchgraben) ist ein rechter Zufluss des Seltzbaches im französischen Département Bas-Rhin.

## Verlauf
Der Bruchgraben entspringt auf einer Höhe von 188 m in den Nordvogesen am Nordostrand des Niederwaldes südlich von Merkwiller-Péchelbronn. Er fließt zunächst in östlicher Richtung durch Felder und Wiesen nördlich an der ehemaligen Erdölförderanlage Le Bel Puit VIII vorbei und unterquert dann die D114. Kurz danach wird er auf seiner rechten Seite von einem kleinen Wiesengraben gespeist. Der Bruchgraben fließt nun in Richtung Nordosten, unterquert die D28 und mündet schließlich östlich von Merkwiller-Péchelbronn auf einer Höhe von 154 m in den Seltzbach.